# Citroën C6
O Citroën C6 é um modelo de carro sedã executivo produzido pela fabricante francesa de automóveis Citroën entre 2005 e 2012. Foi inspirado no protótipo C6 Lignage, apresentado pela primeira vez na primavera de 1999 no Salão do Automóvel de Genebra. Naquela altura, esperava-se que o C6 entrasse em produção no fim do ano de 2001 a fim de substituir o XM, um modelo que contava já com 12 anos. O XM deixou de ser produzido no princípio de 2001, mas foi preciso esperar quase quatro anos para que o C6 começasse a ser produzido.

## Motorizações
No que diz respeito às motorizações, o C6 teve um motor a gasolina (3.0i V6 de 211 CV) e dois motores diesel (2.7 V6 HDi de 204 CV e 2.2 HDi de 173 CV). Actualmente apenas dispõe de um novo motor diesel 3.0 V6 HDi de 240 CV.
O C6 é um estradista com um design arrojado e apresenta-se como uma verdadeira alternativa às tão apreciadas soluções germânicas. A Citroën apostou forte na componente tecnológica deste modelo que inclui, por exemplo, a informação Vital Centrada no Horizonte Visual, mais conhecida por Head-up display (HUD).
Este modelo recebe também a mais recente versão da suspensão hidropneumática, agora designada por Hydractive 3+.

## Produção
Entre 2005 e 2012, somente 23421 unidades do Citroën C6 foram produzidas. Apenas 
2783 C6 possuem motor a gasolina, enquanto 20638 possuem motor a diesel.

## O C6 e o presidente francês
O antigo presidente francês Jacques Chirac escolheu para seu carro oficial o Citroën C6, retomando assim a tradição do chefe de estado francês usar um Citroën como viatura oficial.
- Charles de Gaulle foi o primeiro presidente francês ter um Citroën. Primeiro teve um Traction Avant e posteriormente um DS.
- George Pompidou tinha dois SM de 4 portas transformados em cabriolet (estiveram ao serviço de 1972 a 1995)
- Valéry Giscard d´Estaing variava entre o Citroën CX e o Peugeot 604
- Os carros pessoais de François Mitterrand e Jacques Chirac eram dois Citroëns CX.
- Jacques Chirac, durante a celebração da sua vitória eleitoral em 1995 conduziu um CX e, posteriormente, foi várias vezes a reuniões da União Europeia num outro modelo da marca, o SM.

## Equipamento do C6

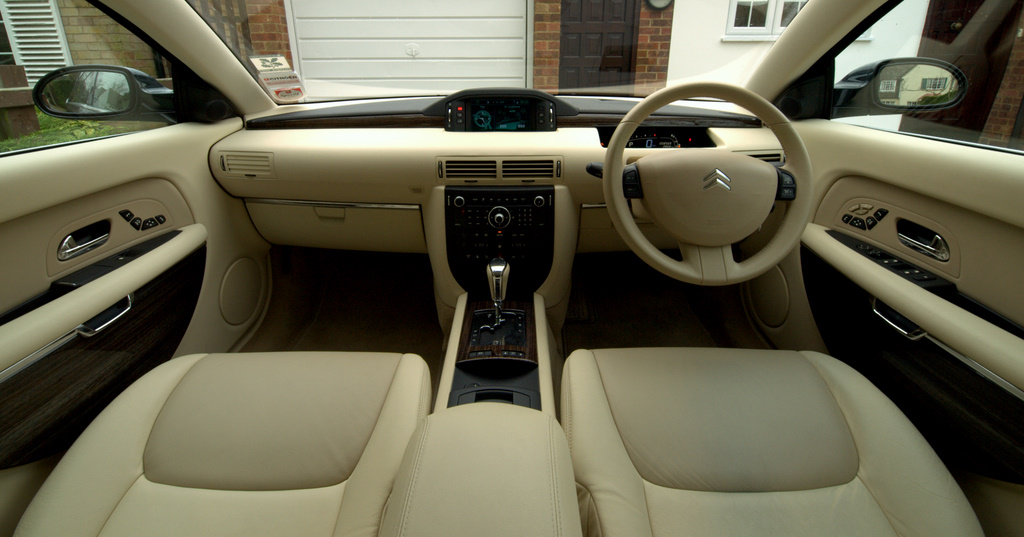
Interior do C6.

Possui 9 airbags e um capot activo, sistema aliado a um mecanismo pirotécnico que em caso de atropelamento faz elevar o capot em 65 mm. Desta forma é criada uma barreira de amortecimento evitando que a cabeça e corpo do peão não entre em contacto directo com o bloco do motor. Esta inovadora solução permitiu-lhe ser o primeiro automóvel a receber 4 estrelas nos testes Euro NCAP no que diz respeito a acidentes com peões.

### Outros equipamentos
- Informação vital centrada no horizonte visual (HUD)
- Alerta de transposição involuntária de linha indicadora de via (AFIL)
- Faróis direccionais bixénon
- Sistema Hi-Fi JBL
- Ajuda ao estacionamento à frente e a atrás
- Travão de mão eléctrico
- Suspensão activa de flexibilidade e amortecimento
- Avançado sistema de travagem
- Avançada estrutura de carroçaria
- Trem dianteiro de suspensão com duplo triângulo com pivot independente
- Eixo traseiro “Multilink" integral
- Sistema de navegação Navidrive com telefone GSM
- Bancos traseiros eléctricos TGV (opcional)